# Страх «Икс»
«Страх „Икс“» (англ. Fear X) — психологический триллер 2003 года Николаса Виндинга Рефна. Третий полнометражный фильм датского режиссёра и первый англоязычный. Выпуск фильма привёл Рефна к банкротству.

## Сюжет
Гарри работает охранником в торговом центре. Некоторое время назад его беременная жена была убита на подземной парковке этого торгового центра. Полиция безуспешно работает над этим делом. Гарри ведёт собственное расследование. Поскольку он работает охранником, то у него есть доступ к записям камер видеонаблюдения. Записи самого убийства у него нет, эту плёнку изъяла полиция. Гарри отсматривает другие кассеты снятые в тот день. Он отыскивает людей, которые кажутся ему подозрительными. Изображения таких людей он распечатывает. Эти снимки Гарри носит с собой на работу, в надежде увидеть кого-то из них и попытаться понять, мог ли этот человек быть убийцей или нет. Эта одержимость плохо влияет на Гарри. Иногда он видит видения со своей женой.
В какой-то момент полиция возвращает плёнки с непосредственно самим убийством. Гарри, наконец, имеет возможность увидеть размытое лицо убийцы. В это время его собственное расследование приводит его в другой город. В убийстве его жены каким-то образом оказывается замешан полицейский и некие высокопоставленные люди.

## В ролях
- Джон Туртурро — Гарри
- Дебора Кара Ангер — Кейт
- Стефен Макинтайр — Фил
- Уильям Аллен Янг — агент Лоуренс
- Джин Дэвис — Эд
- Марк Хотон — полицейский в закусочной
- Жаклин Рамел — Клэр
- Джеймс Ремар — Питер
- Аманда Оомс — проститутка
- Надя Литц — Эллен

## Создание
В 2003 году Николас Виндинг Рефн предпринял первую попытку снять англоязычный фильм за пределами Дании. Режиссёра ждала неудача. «Страх „Икс“» потерпел финансовый крах, оставив Николасу Виндингу большой долг. Рефн был вынужден вернуться к истокам своей карьеры. Он вернулся в Данию, где приступил к съёмкам малобюджетного фильма «Дилер 2», продолжения своего нашумевшего фильма «Дилер» (1996). Идея состояла в том, чтобы попытаться заработать на продолжении успешного фильма, чтобы расплатиться с долгами.

## Отзывы
Фильм «Страх „Икс“» получил смешанные отзывы от критиков. На Rotten Tomatoes фильм имеет рейтинг 58 % на основе 33 рецензий. На сайте Metacritic у фильма 61 балл из 100. Несмотря на сдержанный приём, большинство критиков отметило актёрскую игру Джона Туртурро.